# Ганс Крох
Ганс Крох (нім. Hans Kroh; нар. 13 травня 1907, Гайдельберг — пом. 18 липня 1967, Брауншвейг) — німецький воєначальник, генерал-майор повітряно-десантних військ Німеччини в роки Другої світової війни 1939–1945. Один з 160 кавалерів Лицарського хреста з Дубовим листям та мечами (1944). У післявоєнний час продовжив службу в Бундесвері, генерал-майор (1959).

## Біографія

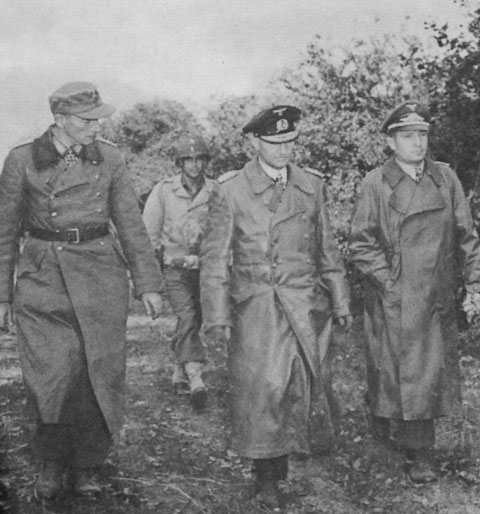
Зліва направо: Ганс фон дер Мозель, Отто Келер і Ганс Крох під час капітуляції (Брест, 18 вересня 1944).

8 квітня 1926 року вступив в поліцію. Закінчив поліцейське училище в Брауншвейзі. З 25 лютого 1933 року — командир взводу поліцейського батальйону (потім групи) «Век», на базі якої був сформований полк ВПС «Генерал Герінг». 1 жовтня 1935 року переведений в люфтваффе і призначений командиром роти полку. З квітня 1936 по серпень 1937 року пройшов підготовку парашутиста. З 1 вересня 1937 року — командир роти 4-го (парашутного) батальйону полку «Генерал Герінг», з 1 квітня 1938 року — 1-го батальйону 1-го парашутного полку. 1 січня 1939 року переведений в штаб 7-ї авіаційної (парашутної) дивізії, з 1 червня 1940 року — начальник оперативного відділу. З 1 серпня 1940 року — командир 1-го батальйону 2-го парашутного полку, одночасно в липні-листопаді 1942 року командував бойовою групою «Крох» парашутної бригади «Рамке». Учасник операції із захоплення Криту та боїв у Північній Африці. 30 листопада 1942 року призначений виконувачем обов'язків командира 1-ї єгерської бригади ВПС (колишня бригада «Рамке»). З 1 березня 1943 року — командир 2-го парашутного полку, одночасно виконував обов'язки командира 2-ї парашутної дивізії (20 листопада — 11 грудня 1943, 17 березня — 1 червня 1944). 11 серпня 1944 року призначений командиром 2-ї парашутної дивізії. Відзначився своїми діями під час боїв із союзниками в Бресті. 18 вересня 1944 року взятий в полон союзниками. В 1948 році звільнений. 1 червня 1956 року вступив у ВПС ФРН. З 2 вересня 1957 року — командир 1-ї повітрянодесантної дивізії. 30 вересня 1962 року вийшов у відставку.

## Нагороди
- Медаль «За вислугу років у Вермахті» 4-го, 3-го і 2-го класу (18 років)
- Медаль «У пам'ять 1 жовтня 1938»
- Залізний хрест
  - 2-го класу
  - 1-го класу (22 травня 1940)
- Знак парашутиста Німеччини
- Лицарський хрест Залізного хреста з дубовим листям і мечами
  - Лицарський хрест (21 серпня 1941)
  - Дубове листя (№443; 6 квітня 1944)
  - Мечі (№96; 12 вересня 1944)
- Срібна медаль «За військову доблесть» (Італія) (9 лютого 1942)
- Медаль «За зимову кампанію на Сході 1941/42»
- Німецький хрест в золоті (24 грудня 1942)
- Комбінований Знак Пілот-Спостерігач
- Нагрудний знак люфтваффе «За ближній бій»
- Нарукавна стрічка «Крит»
- Нарукавна стрічка «Африка»
- Орден «За заслуги перед Федеративною Республікою Німеччина», командорський хрест (12 вересня 1962)

Військова кар'єра
- 8 квітня 1926 — кадет поліції
- 1 квітня 1933 — лейтенант поліції
- 1 серпня 1933 — обер-лейтенант поліції

- 1 жовтня 1935 — обер-лейтенант
- 1 жовтня 1937 — гауптман
- 1 квітня 1941 — майор
- 11 січня 1943 — оберст-лейтенант
- 6 квітня 1944 — оберст
- 13 вересня 1944 — генерал-майор

- 1 липня 1956 — оберст
- 1 вересня 1957 — бригадний генерал
- 1 липня 1959 — генерал-майор